# فلوآدینازولام
فلوآدینازولام (انگلیسی: Fluadinazolam) یک مشتق بنزودیازپین است که در سال ۱۹۷۳ ساخته شد و دارای اثرات آرام بخش و ضد اضطراب است. این یک مشتق از بنزودیازپین آدینازولام است که هرگز به صورت تجاری به بازار عرضه نشده است و به طور مشابه به عنوان یک داروی طراح فروخته شده است.

## همچنین ببینید
- فلوآلپرازولام
- فلوبرومازپام
- فلوکلوتیزولام
- فلودیازپام